# Paul Mauser
Peter Paul von Mauser (ur. 27 czerwca 1838 w Oberndorf am Neckar, zm. 29 maja 1914 tamże) – niemiecki konstruktor broni strzeleckiej.
Paul Mauser był najmłodszym z trzynaściorga dzieci Franza Andreasa Mausera, rusznikarza pracującego w Królewskiej Fabryce Broni w Oberndorfie.
Do 1859 roku Paul Mauser pracował w fabryce w Ludwigsburgu jako rusznikarz. W 1859 roku został powołany do wojska. Po odbyciu służby wojskowej razem z bratem Wilhelmem rozpoczyna konstruowanie swojego pierwszego karabinu. Pierwsze konstrukcje braci Mauser nie zdobyły większego zainteresowania ponieważ zarówno armia wirtemberska, jak i pruska były zadowolone z eksploatowanych typów karabinów i nie widziały potrzeby wprowadzenia do uzbrojenia nowej konstrukcji.
Dopiero w 1871 roku do uzbrojenia armii Królestwa Pruskiego wprowadzono karabin jednostrzałowy Mauser M1871. W następnych latach karabin ten stał się przepisową bronią wszystkich armii Cesarstwa Niemieckiego. W następnych latach kolejne konstruowane przez braci Mauserów karabiny trafiły do uzbrojenia wielu armii europejskich.
W 1874 roku bracia Mauser za pożyczone w Würtemberg Vereinsbank pieniądze kupili Królewską Fabrykę Karabinów. W 1884 została ona przekształcona w spółkę akcyjną i zmieniła nazwę na Waffenfabrik Mauser. Firma kierowana przez Paula Mausera gwałtownie się rozwijała, produkowane przez nią karabiny znalazły się na uzbrojeniu wielu armii świata.
W 1901 roku w wyniku wypadku na strzelnicy Paul Mauser stracił wzrok w lewym oku.
W 1912 roku w uznaniu zasług Paul Mauser otrzymał tytuł szlachecki.